# Kuaizhou

Foguete Kuaizhou

Kuaizhou é um pequeno veículo de lançamento orbital chinês, com base em estágios de propulsão sólida, que é possivelmente baseado em um Míssil balístico móvel DF-21 ou DF-31 com um ou dois estágios superiores adicionais. Ele realizou o primeiro voo no dia 25 de setembro de 2013. O mesmo foi lançado a partir do Centro de Lançamento de Satélite de Jiuquan. O Kuaizhou é supostamente projetado para permitir lançamentos com um tempo de resposta curto e capaz de colocar em órbita terrestre baixa carga com até 400 kg.
Uma variante comercial deste veículo está disponibilizado sob a designação Fei Tian 1 (FT-1).